# Achatinella papyracea
Achatinella papyracea е изчезнал вид коремоного от семейство Achatinellidae.

## Разпространение
Този вид е бил ендемичен за хавайския остров Оаху.